# دنبری (نبراسکا)
دنبری(به انگلیسی: Danbury) شهری در ایالت نبراسکا کشور ایالات متحده آمریکا است که جمعیت آن در سرشماری سال ۲۰۱۰ میلادی، ۱۰۱ نفر بوده‌است.